# Mastophora lara
Mastophora lara là một loài nhện trong họ Araneidae.
Loài này thuộc chi Mastophora. Mastophora lara được Herbert Walter Levi miêu tả năm 2003.